# Heterocentron hirtellum
Heterocentron hirtellum là một loài thực vật có hoa trong họ Mua. Loài này được (Cogn.) L.O. Williams mô tả khoa học đầu tiên năm 1963.